# إريكا دي فاسكونسيلوس
إريكا دي فاسكونسيلوس (بالإنجليزية: Erika de Vasconcelos)‏ (1965)؛ روائية كندية.